# Leon Belasco
Leon Belasco, nato Leonid Simeonovich Berladsky (Odessa, 11 ottobre 1902 – Orange, 1º giugno 1988), è stato un attore russo naturalizzato statunitense.

## Filmografia parziale

### Cinema
- Viaggio nell'impossibile (Topper Takes a Trip), regia di Norman Z. McLeod (1938)
- Sul mare luccica (Fisherman's Wharf), regia di Bernard Vorhaus (1939)
- Broadway Serenade, regia di Robert Z. Leonard (1939)
- Legion of Lost Flyers, regia di Christy Cabanne (1939)
- Il ponte dell'amore (Lucky Partners), regia di Lewis Milestone (1940)
- The Mummy's Hand, regia di Christy Cabanne (1940)
- Parata di primavera (Spring Parade), regia di Henry Koster (1940)
- Tall, Dark and Handsome, regia di H. Bruce Humberstone (1941)
- Scandalo premeditato (Design for Scandal), regia di Norman Taurog (1941)
- La sera prima del divorzio (The Night Before the Divorce), regia di Robert Siodmak (1942)
- Over My Dead Body, regia di Malcolm St. Clair (1942)
- Earl Carroll Vanities, regia di Joseph Santley (1945)
- Jolanda e il re della samba (Yolanda and the Thief), regia di Vincente Minnelli (1945)
- Orgasmo (Suspense), regia di Frank Tuttle (1946)
- La telefonista della Casa Bianca (For the Love of Mary), regia di Frederick De Cordova (1948)
- Ogni ragazza vuol marito (Every Girl Should Be Married), regia di Don Hartman (1948)
- Una notte sui tetti (Love Happy), regia di David Miller (1949)
- Se mia moglie lo sapesse (Everybody Does It), regia di Edmund Goulding (1949)
- Bagdad, regia di Charles Lamont (1949)
- Credimi (Please, Believe Me), regia di Norman Taurog (1950)
- Gianni e Pinotto nella legione straniera (Bud Abbott Lou Costello in the Foreign Legion), regia di Charles Lamont (1950)
- Lo sposo è un altro coso (Havana Rose), regia di William Beaudine (1951)
- Il figlio di Alì Babà (Son of Ali Baba), regia di Kurt Neumann (1952)
- Geraldine, regia di R.G. Springsteen (1953)
- Can-Can, regia di Walter Lang (1960)
- I miei sei amori (My Six Loves), regia di Gower Champion (1963)
- L'arte di amare (The Art of Love), regia di Norman Jewison (1965)
- Dai papà... sei una forza! (Superdad), regia di Vincent McEveety (1973)

### Televisione
- The Cases of Eddie Drake – serie TV, episodio 1x11 (1952)
- Lucy ed io (I Love Lucy) – serie TV, episodio 2x15 (1953)
- Kraft Television Theatre – serie TV, episodi 7x34-7x37 (1954)
- The Phil Silvers Show – serie TV, episodi 4x16-4x20 (1959)
- My Sister Eileen – serie TV, 24 episodi (1960-1961)
- Maverick – serie TV, episodio 5x02 (1961)
- Ai confini della realtà (The Twilight Zone) – serie TV, episodio 5x04 (1963)
- Lucy Show (The Lucy Show) – serie TV, episodi 1x21-2x13-3x15 (1963-1964)
- Il mio amico marziano (My Favorite Martian) – serie TV, episodio 2x34 (1965)
- Polvere di stelle (Bob Hope Presents the Chrysler Theatre) – serie TV, 5 episodi (1964-1965)
- Io e i miei tre figli (My Three Sons) – serie TV, episodio 7x08 (1966)
- Organizzazione U.N.C.L.E. (The Man from U.N.C.L.E.) – serie TV, episodio 3x15 (1966)
- The Beverly Hillbillies – serie TV, episodi 3x10-5x24 (1964-1967)
- Quella strana ragazza (That Girl) – serie TV, episodio 5x19 (1971)
- Compagni di giochi (Playmates), regia di Theodore J. Flicker – film TV (1972)
- Woman of the Year, regia di Jud Taylor – film TV (1976)
- Insight – serie TV, 2 episodi (1973-1977)
- La casa nella prateria (Little House on the Prairie) – serie TV, episodio 4x14 (1978)
- Trapper John (Trapper John, M.D.) – serie TV, episodio 2x04 (1980)
- Archie Bunker's Place – serie TV, episodio 4x17 (1983)